# Syrrhopodon cyrtacanthos
Syrrhopodon cyrtacanthos är en bladmossart som beskrevs av William Dean Reese 1992. Syrrhopodon cyrtacanthos ingår i släktet Syrrhopodon och familjen Calymperaceae. Inga underarter finns listade i Catalogue of Life.